# 中西町 (市原市)
中西町（なかにしちょう）は、千葉県市原市の市原地区にある大字。郵便番号は290-0000。

## 概要
市原市最北部の市原地区に位置する。千葉市緑区から編入されたため、同地に同地名が存在する。

## 歴史

### 年表
- 1995年
  - 8月24日 - 地方自治法に基づく境界変更の申し出が提出[4]。
  - 10月1日 - 千葉市緑区から市原市に編入[4]。

### 編入区域一覧
- 1995年8月24日申出、10月1日施行
  - 千葉市緑区中西町118の1、119の1、120の1及びこれらの区域に隣接する道路である国有地の一部[4]

## 世帯数と人口
2022年4月1日現在の世帯数と人口は以下の通りである。
| 大字   | 世帯数 | 人口 |
| ------ | ------ | ---- |
| 中西町 | 0世帯  | 0人  |

## 通学区域
市立小学校・市立中学校及び県立高等学校の通学区域は以下の通りである。
| 町丁字 | 番地 | 小学校             | 中学校             | 高等学校 |
| ------ | ---- | ------------------ | ------------------ | -------- |
| 中西町 | 全域 | 市原市立菊間小学校 | 市原市立菊間中学校 | 第9学区  |